# Figówka czerwonobroda

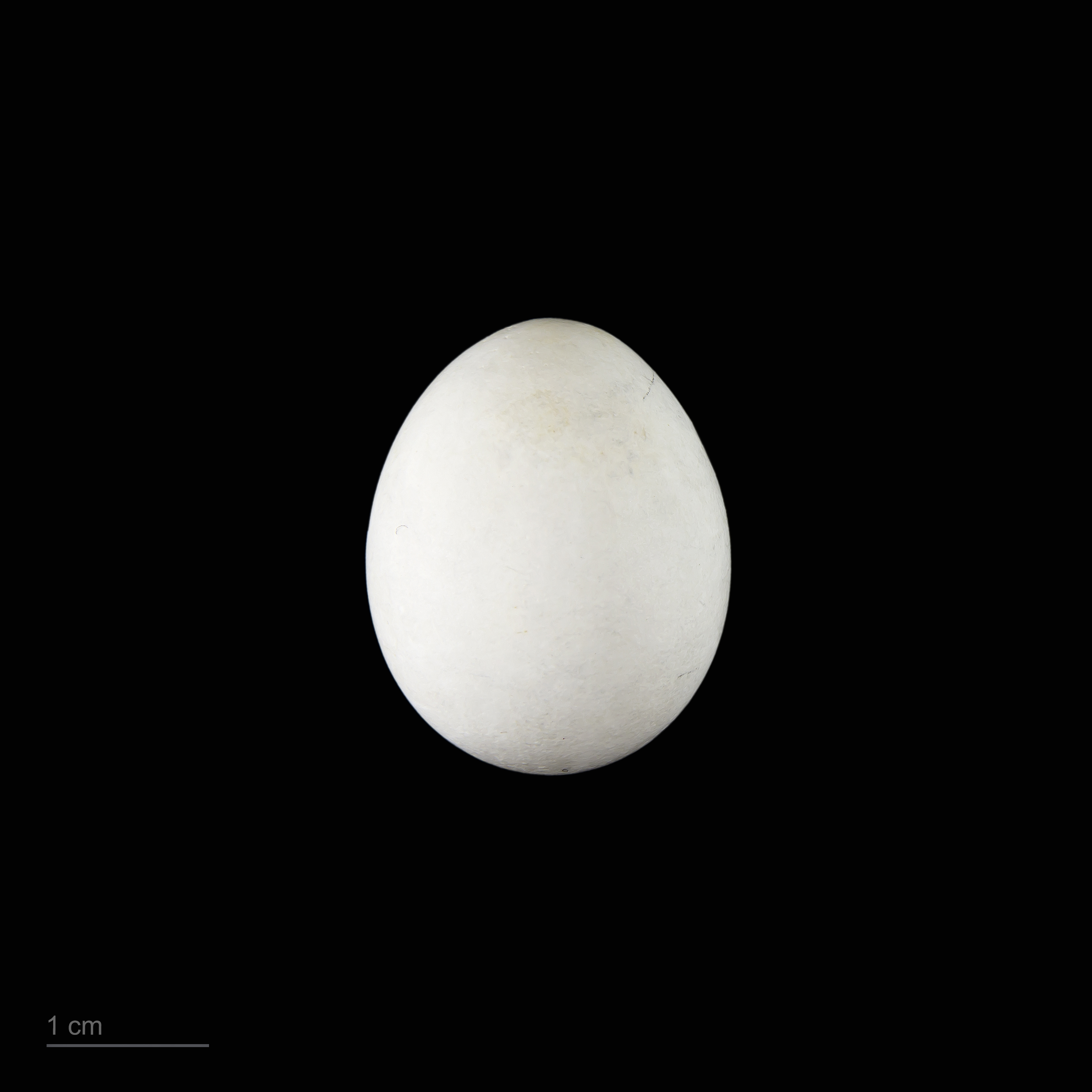
Jajo figówki czerwonobrodej

Figówka czerwonobroda (Cyclopsitta edwardsii) – gatunek małego ptaka z rodziny papug wschodnich (Psittaculidae). Jest spotykana w wilgotnych lasach w północno-środkowej i północno-wschodniej Nowej Gwinei. Dorosłe samce są zwykle zielone z czerwoną piersią i policzkami, żółtymi piórami na uszach i żółtawym czubkiem głowy.

## Taksonomia
Figówka czerwonobroda została pierwszy raz opisana przez francuskiego zoologa Émile Oustaleta w 1885 i nazwana na cześć francuskiego naturalisty Alphonse Milne-Edwardsa. Jest jednym z siedmiu gatunków w rodzaju Cyclopsitta. Nie wyróżnia się podgatunków.

## Morfologia
Mała papuga o krępej budowie ciała z krótkim ogonem, mierząca 18 cm długości. Dorosły samiec ma jasnozielone skrzydła, grzbiet i ogon. Pióra na policzkach i pokrywy uszne są długie i wąskie, co nadaje twarzy kryziasty wygląd. Pióra na policzkach są czerwone, natomiast pokrywy uszne złoto-żółte. Gardło i pierś są czerwone z ciemnym niebiesko-czarnym pasmem powyżej piersi. Dziób jest ciemny, szaro-czarny, oczy (tęczówki) czerwone. Stopy są ciemne, szare. Dorosłe samice są podobne do samców, jednak mają szersze niebiesko-czarne pasmo na zielono-żółtej piersi. Młode ptaki są podobne do samic.

## Występowanie
Zasięg występowania figówki czerwonobrodej jest ograniczony do północno-środkowej i północno-wschodniej Nowej Gwinei, gdzie jest znajdowana od Zatoki Yos Sudarso i miasta Vanimo po zatokę Huon na wschodzie. Jej siedlisko to nizinne wilgotne lasy i obszary po wykarczowanych lasach.

## Zachowanie
Ptaki żyją pojedynczo lub w parach, pomimo że mogą zbierać się w grupy do 35 osobników na drzewach owocowych. Ich zielone upierzenie czyni je trudnymi do zauważenia na drzewie wśród bujnych liści. Zaobserwowano, że czasem żywią się razem z figówkami zmiennymi, ptakami z rodzaju Ptilinopus, miodojadami oraz szpakami. Ich pożywienie stanowią głównie owoce, w tym figi. Gnieżdżą się w małych wgłębieniach, wysoko w dużych drzewach, choć o tym aspekcie ich zachowania wiadomo niewiele.
Wydaje wysokie odgłosy, takie jak screett lub zseet, oraz krótkie, ostre ks, opisywane jako odgłos monety rzucanej na beton.

## Status
IUCN uznaje figówkę czerwonobrodą za gatunek najmniejszej troski (LC – least concern) nieprzerwanie od 1988 roku. Liczebność populacji nie została oszacowana, ale ptak ten opisywany jest jako lokalnie pospolity lub bardzo pospolity. Ze względu na brak dowodów na spadki liczebności bądź istotne zagrożenia dla gatunku, BirdLife International uznaje trend liczebności populacji za stabilny.
Gatunek został wymieniony w II załączniku konwencji CITES.